# Balmazújváros
Balmazújváros är en stad och kommun i distriktet Balmazújváros i provinsen Hajdú-Bihar i östra Ungern. Kommunen har 16 948 invånare (2024), på en yta av 205,44 km².